# Ромашов, Алексей Геннадьевич
Алексей Геннадьевич Ромашов (род. 29 апреля 1992 года) — российский прыгун с трамплина, участник 2 Олимпийских игр в Sochi 2014 и в Pyeongchang 2018 года.
В Кубке мира Ромашов дебютировал 25 ноября 2012 года, спустя пять дней первый раз в карьере попал в десятку лучших  на этапе Кубка мира. Всего на сегодняшний момент имеет 5 попаданий в десятку лучших на этапах Кубка мира, все в командных соревнованиях, в личных соревнованиях не поднимался выше 22-го места.
На Олимпийских играх 2014 года в Сочи занял 44-е место в соревнованиях на нормальном трамплине, 46-е место в соревнованиях на большом трамплине и 9-е место в командном турнире.
На Олимпийских играх 2018 года в Pyeongchang занял 37-е место в соревнованиях на нормальном трамплине, 42-е место в соревнованиях на большом трамплине и 7-е место в командном турнире.
За свою карьеру принимал участие в одном чемпионате мира, на чемпионате мира 2013 года был 34-м на нормальном трамплине, 46-м на большом трамплине и 9-м в командных соревнованиях на большом трамплине.